# The Music of Ahmed Abdul-Malik
The Music of Ahmed Abdul-Malik — студійний альбом американського джазового контрабасиста і виконавця на уді Ахмеда Абдул-Маліка, випущений у 1961 році лейблом New Jazz.

## Опис
На цій сесії контрабасист Ахмед Абдул-Малік грає також на уді, намагаючись поєднати етнічну музику з джазом. Найбільш відомим музикантом цієї сесії є ударник Ендрю Сірілл, записаний тут на початку своєї кар'єри, де він грає у більш традиційному стилі, ніж в авангардному, завдяки якому став потім відомим. Усі композиції для альбому були написані солістом, окрім стандарту «Don't Blame Me», на якому грає віолончеліст Кало Скотт. Інженером звукозапису виступив Руді Ван Гелдер.

## Список композицій
1. «Nights on Saturn» (Ахмед Абдул-Малік) — 7:25
2. «The Hustlers» (Ахмед Абдул-Малік) — 5:25
3. «Oud Blues» (Ахмед Абдул-Малік) — 4:03
4. «La Ikbey» (Ахмед Абдул-Малік) — 5:44
5. «Don't Blame Me» (Джиммі Макгаф, Дороті Філдс) — 4:15
6. «Hannibal's Carnivals» (Ахмед Абдул-Малік) — 4:35

## Учасники запису
- Ахмед Абдул-Малік — контрабас, уд
- Томмі Террентайн — труба
- Білал Абдуррахман — кларнет, перкусія
- Ерік Діксон — тенор-саксофон
- Кало Скотт — віолончель
- Ендрю Сірілл — ударні
- Ахмед Єтман — канун

Технічний персонал
- Есмонд Едвардс — продюсер
- Руді Ван Гелдер — інженер
- Дон Шліттен — дизайн, фотографія
- Джо Голдберг — текст